# Andrew R. Brodbeck

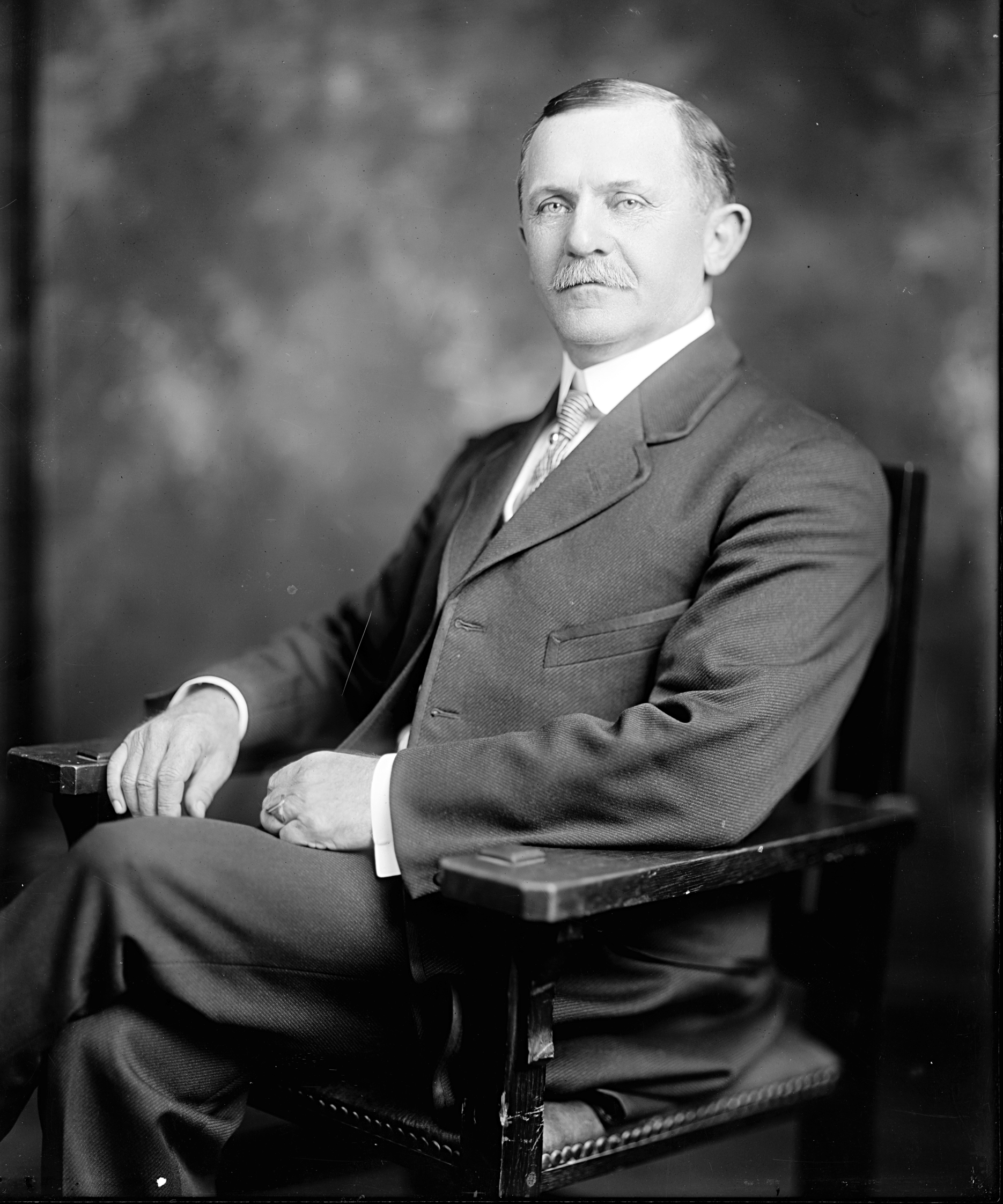
Andrew R. Brodbeck

Andrew R. Brodbeck (* 11. April 1860 in Jefferson, York County, Pennsylvania; † 27. Februar 1937 in Hanover, Pennsylvania) war ein US-amerikanischer Politiker. Zwischen 1913 und 1919 vertrat er zwei Mal den Bundesstaat Pennsylvania im US-Repräsentantenhaus.

## Werdegang
Andrew Brodbeck besuchte die öffentlichen Schulen seiner Heimat und arbeitete danach in der Landwirtschaft. Zwischen 1878 und 1880 war er im York County als Lehrer tätig. Im Jahr 1880 zog er nach Hanover, wo er bis 1896 mit Farmbedarfsmitteln und mit Dünger handelte. Zwischen 1896 und 1899 fungierte er als Sheriff im York County. Danach war er Vorstandsmitglied bei verschiedenen Unternehmen. Politisch wurde er Mitglied der Demokratischen Partei. Im Jahr 1910 kandidierte er noch erfolglos für den Kongress.
Bei den Kongresswahlen des Jahres 1912 wurde Brodbeck dann aber im 20. Wahlbezirk von Pennsylvania in das US-Repräsentantenhaus in Washington, D.C. gewählt, wo er am 4. März 1913 die Nachfolge des Republikaners Daniel F. Lafean antrat. Da er im Jahr 1914 gegen Cyrus William Beales verlor, konnte er bis zum 3. März 1915 zunächst nur eine Legislaturperiode im Kongress absolvieren. Bei den Wahlen des Jahres 1916 wurde Brodbeck erneut im 20. Distrikt seines Staates ins Repräsentantenhaus gewählt, wo er am 4. März 1917 Beales wieder ablöste. Da er im Jahr 1918 nicht wiedergewählt wurde, konnte er dort bis zum 3. März 1919 wieder nur eine Amtszeit verbringen. In diese Zeit fiel der Erste Weltkrieg.
Im Jahr 1920 nahm Andrew Brodbeck als Delegierter an der Democratic National Convention in San Francisco teil. Danach zog er sich aus der Politik zurück. Er starb am 27. Februar 1937 in Hanover, wo er auch beigesetzt wurde.